# So meschugge
So meschugge ist der deutsche Titel des US-amerikanischen Foxtrottschlagers Crazy People von James V. Monaco, zu dem Edgar Leslie die englischen Original-lyrics gedichtet hat. Er erschien 1932 im Musikverlag von Leo Feist in New York. In Deutschland wurde das Lied bei Francis, Day & Hunter verlegt.

## Hintergrund
Charles Amberg hat den deutschen Text geschrieben. Er bediente sich dabei des aus dem Jiddischen stammenden Lehnwortes meschugge, das damals längst in den Berliner Alltagswortschatz übergegangen war und ungeniert auch von Nichtjuden gebraucht wurde.
- Kehrreim:

So meschugge,

So meschugge,

So meschugge wie wir kann einer ganz alleine nicht sein.

Wir sind heute alle

So meschugge,

So meschugge,

So meschugge wie wir kann nur ein nackter Hottentott sein.

Wir haben alle schon ein kind-

liches Gemüt,

Weil wir in Stimmung heute sind,

Singt alle mit:

So meschugge,

So meschugge wie wir kann einer ganz alleine nicht sein.
In Ambergs Text fällt des Weiteren der Vergleich mit dem „nackten Hottentott“ auf; er gebraucht eine verächtlich gemeinte Bezeichnung für eine afrikanische Völkerschaft, die in dieser noch vom Kolonialismus geprägten Zeit des Öfteren in der Schlagerwelt bemüht wurde, wenn es darum ging, „unzivilisiertes“ oder sonst wie von europäischen Normen abweichendes und daher als „meschugge“ empfundenes Verhalten zu karikieren.

## Interpreten
Das deutsche Vokalquartett “Die Fidelios”, vormals “Harmony Boys”, nahm den Titel 1933 für die “Grammophon” in Berlin auf.
In den USA hatten die für ihren close harmony-Gesang berühmten Geschwister Boswell den Schlager noch im Entstehungsjahr für Brunswick aufgenommen. Bei diesem label spielte ihn auch der Klarinettist Andy Sannella mit seinem Orchester ein; den Refrain sang der als “Ukulele Ike” bekannt gewordene Cliff Edwards.
In jüngster Zeit (2004) hat den Titel die Gesangsgruppe “Ensemble Six” neu aufgenommen.

## Tondokumente (Beispiele)
- Brunswick 6847 (mx. B12697-A) Crazy People (Monaco – Leslie) The Boswell Sisters, rec. Dez. 7, 1932.[8]
- Brunswick 6319, auch 01314, A-9283 (mx. B11775-A) Crazy People (Monaco – Leslie) Cliff Edwards, voc. mit Andy Sannellas Orchester. Aufgen. 4. Mai 1932.[9]
- Grammophon 10 110-A (mx. 5621 ½ BD-VIII) So meschugge. Fox-trot (Monaco – Amberg) Die Fidelios, aufgen. Berlin 1933[10]

## Notenausgabe
- Crazy People. Fox Trot Song. Words by Edgar Leslie. Music by James V. Monaco. Leo Feist Inc. New York 1932. 5 pages 9.25 x 12.25 inches. Werbebeischrift Presented by Andy Sannella and his Orchestra  mit Photo des Musikers.
- Leslie, E. und J. V. Monaco: So meschugge (Crazy people). Foxtr. [deutsch v. Ch. Amberg], f. Ges. m. Pfte m. dtsch-engl. Text M 1,80. Berlin, Francis, Day & Hunter.